# Sentados al borde de la mañana, con los pies colgando
Sentados al borde de la mañana, con los pies colgando és una pel·lícula espanyola de 1978 dirigida per Antonio José Betancor, que compta amb l'actuació de Miguel Bosé, i el trio còmic Martes y Trece, entre d'altres. La banda sonora era del músic Carlos Vizziello.

## Argument
Un grup d'amics acaba de trobar un local ruïnós i es posen a reparar-lo, pintar-lo i a viure en ell en pla comuna. Miguel és el cap de tot això i va reclutant més gent, assignant-los les seves tasques individuals. El problema és que el banc, amo del local, no vol que ocupin el local i els amenacen amb telefonar a la policia perquè els desallotgin, cosa que ells no tenen cap intenció de permetre.

## Premis
35a edició de les Medalles del Cercle d'Escriptors Cinematogràfics
| Categoria     | Persona          | Resultat  |
| ------------- | ---------------- | --------- |
| Millor música | Carlos Vizziello | Guanyador |